# August Lehmann
August Lehmann (ur. 26 lutego 1909 w Zurychu, zm. 13 września 1973) – piłkarz szwajcarski grający na pozycji obrońcy. W reprezentacji Szwajcarii rozegrał 32 mecze i strzelił 3 gole.

## Kariera klubowa
Swoją karierę piłkarską Lehmann rozpoczął w klubie FC Zürich. Zadebiutował w nim w sezonie 1928/1929. Grał w nim do końca sezonu 1933/1934. W 1934 roku odszedł do Lausanne Sports. W sezonach 1934/1935 i 1935/1936 dwukrotnie z rzędu wywalczył z Lausanne Sports tytuł mistrza Szwajcarii. W tym pierwszym przypadku zdobył też Puchar Szwajcarii.
W 1937 roku Lehmann został zawodnikiem Grasshoppers Zurych. W latach 1939 i 1942 wywalczył mistrzostwo kraju. Wraz z Grasshoppers zdobył też cztery krajowe puchary w latach 1938, 1940, 1941 i 1942. W sezonie 1942/1943 grał w FC Sankt Gallen, w którym zakończył swoją karierę.

## Kariera reprezentacyjna
W reprezentacji Szwajcarii Lehmann zadebiutował 23 marca 1930 roku w zremisowanym 3:3 towarzyskim meczu z Francją, rozegranym w Colombes. W 1938 roku został powołany do kadry na mistrzostwa świata we Francji. Na nich rozegrał trzy mecze: w 1/8 finału z Niemcami (1:1 i 4:2) oraz ćwierćfinałowy z Węgrami (0:2). Od 1930 do 1943 roku rozegrał w kadrze narodowej 32 mecze i strzeliił 3 gole.